# 盎堂拟鲿
盎堂拟鲿（学名：Pseudobagrus ondon）为輻鰭魚綱鯰形目鲿科拟鲿属的鱼类，俗名盎堂鱼，是中国的特有物种。分布于黄河水系、汉水水系、淮河水系、曹娥江、灵江、瓯江等水系，體長可達7.7公分。该物种的模式产地在浙江新昌。